# بيل كينفيلي
بيل كينفيلي (بالإنجليزية: Bill Kenville)‏ مواليد 1 ديسمبر 1930 في كوينز، هو لاعب كرة سلة أمريكي معتزل. بدأ مسيرته الاحترافية في سنة 1953. تم اختياره من قبل فريق فيلادلفيا سفنتي سيكسرز خلال الدرافت. يبلغ طوله 6 قدم 2 بوصة (1.9 م). اعتزل اللعب في 1960. فاز بلقب دوري إن بي إيه. لعب مع فيلادلفيا سفنتي سيكسرز وديترويت بيستونز.

## روابط خارجية
- بيل كينفيلي على موقع إن بي أي (الإنجليزية)
- بيل كينفيلي على موقع سبورتس رفرنس (الإنجليزية)
- بيل كينفيلي على موقع كلية كرة السلة في سبورتس رفرنس.كوم (الإنجليزية)
- بيل كينفيلي على موقع ريلجم (الإنجليزية)
- بيل كينفيلي على موقع بروبوليرز (الإنجليزية)